# Monique Brunet
Monique Brunet Weinmann (Ollioules, Francia, 30 de abril de 1943) es una crítica de arte, historiadora del arte y escritora francesa que reside en Montreal (Quebec, Canadá) desde 1969. Investiga sobre Apollinaire y el Cubismo: Verlaine y el Impresionismo.

## Biografía
Monique Brunet Weinmann es diplomada en Estudios superiores en París y en Historia del arte en la Universidad de Montreal donde obtuvo un master. Desde 1967, su investigación se inscribe en continuidad con la estética comparada, después con la transdisciplinariedad y la complejidad de Edgar Morin. Introduce la noción de "interarcialidad" para el análisis de las obras artísticas, a distinguir del intertextualidad. Se ha concentrado en estudiar en particular al autor Verlaine y el Impresionismo, la "Copigraphie" (término que define en 1986 para reemplazar Copy Art y Copier art y la obra de Jean-Paul Riopelle.
Es crítica de arte desde 1974 y colabora en varias publicaciones. Es igualmente comisaria de varias exposiciones en Quebec y en Estados Unidos, sobre todo sobre la pintora Louise Gadbois, además de alguna colectiva como "What happen to the pioneres" en el congreso ISEA International Symposium for Electronic Art celebrado en Montreal en 1995.

## Publicaciones
- La copiegraphie : el œuvre de arte a la era de su (re)producción électrophotographique, Georg Muhleck editor, Transatlantic Press, Stuttgart, 1987, NBJ distribuidor[5]
- Louis Jaque : genèse de una firma, Ediciones Marcel Broquet, 1989
- Jean-Paul Riopelle : de las visiones de América, Ediciones del Hombre, Montreal, 1997
- Simone Mary Bouchard y Louise Gadbois, El arte ingenuo en la modernidad, Ediciones Marcel Broquet, Montreal, 2009
- Le souffle et la flamme : Marie-Alain Couturier au Canada et ses lettres à Louise Gadbois (en francés). Montréal: Éditions du Septentrion. 2016. p. 336. ISBN 978-2-89448-865-2.